# Pojkarna på Storholmen
Pojkarna på Storholmen är en svensk dramafilm från 1932 i regi av Sigurd Wallén.

## Handling
Efter en orkesterintroduktion där SF-orkestern framför ”Flickan hon dansar”, introduceras man till storstadsflickan Sonja Waller, som sitter vid ett bord på en nattklubb och ser ensam och olycklig ut. Man får veta av hennes väninna Ester att hon blivit av med både fästman och jobb. Orkestern börjar spela ”Waxholmettan” och bilden tonar över i skärgårdsmiljö.
Därute på Lillholmen i Stockholms skärgård bor familjen Sjölund, som  är ganska religiös och anses lämplig att hand om udda exemplar av vilsekommen ungdom som placeras där av Stockholms skyddsföreningar för unga flickor. De har fått ett brev från doktorinnan Faber vid ”Kvinnans värn” om att de skall ta hand om en viss Sonja Waller. Hemma hos Sjölunds sitter gamle fiskargubben själv och väntar samt hans hustru Kristina och deras dotter Aina. Han anmärker att det är väl en sån där ”fjäril”. Olyckligtvis har man sänt stilige Ivar Andersson att hämta Sonja från närmaste angöringsbrygga för waxholmsbåten. Sonja är en mörk skönhet som gör ett enormt intryck på Ivar som glömmer att han egentligen är förlovad med Sjölunds Aina. Färden tillbaka till Lillholmen tar därför någon timma mer än den borde ha tagit.
När Sonja anländer rubbas alla cirklar. Hennes uppenbarelse gör stort intryck på dem. Genom vanor, klädsel och språk befinns hon vara något mycket annorlunda. Hon hälsar dem ett glatt ”Hello boys!”, vilket får en av dem att konstatera att ”ho ä tyska”. Framme vid Sjölunds hus konstaterar hon att det är ett ”klämmigt chateau men inte är det något vidare funkis”, något som Sixten fäster sig vid. Aina finner nu att Ivar är helt begapad i henne och att Gunnar delar denna inriktning.
Sonja blir god vän med Aina och de fördelar karlarna rättvist. Aina återfår sin Ivar. Därefter accepterar Sonja ett frieri från brodern Gunnar. Det spelar ingen roll att hon bekänner att hon är en så kallad "dålig flicka". Så ont som det är om snygga fruntimmer med hjärtat på rätta stället i skärgården, spelar ett skumt förflutet ingen roll. Sixten som tagit till sig en del nyförvärvade storstadsvanor försöker nu i sin tur praktisera apachedans med Amalia på dansbanan, vilket får till följd att hon uppretad jagar Sixten över ön.

## Om filmen
Filmen premiärvisades 31 oktober 1932 i på biograf Skandia i Stockholm. Den spelades in i Filmstaden Råsunda med exteriörer från Stockholms skärgård, Vaxholm, Möja och Runmarö av Elner Åkesson. Som förlaga har man Sigurd Walléns pjäs Pojkarna på Storholmen – Vaxholm 1:an som uruppfördes på Folkteatern i Stockholm 1914. 
Storholmen är en ö i Lidingö kommun, mellan Lidingön och Bogesundslandet.
Apachedans var en modedans i tiden, inspirerad av så kallade "apacher", det vill säga kriminella gäng i Paris. 

## Rollista i urval
- Fridolf Rhudin – Sixten Andersson, "Waxholm Ettan"
- Sigurd Wallén – August Sjölund på Lillholmen
- Emmy Albiin – Kristin Sjölund, hans hustru
- Birgit Tengroth – Aina, Augusts och Kristins dotter
- Anna Olin – änkan Andersson på Storholmen
- Sture Lagerwall – Ivar Andersson, hennes son, Sixtens kusin
- Bengt Djurberg – Gunnar Andersson, Ivars bror
- Margit Manstad – Sonja Waller, "balettråtta"
- Maja Cederborgh – Amalia, piga på Storholmen, "Waxholm Tvåan"
- Ruth Stevens – Ester, Sonjas väninna
- Einar Fagstad – Snor-August, dräng på Lillholmen
- Göran Bratt – Kalle, lilldrängen på Lillholmen
- Gösta Ericsson – Esters vän på nattklubben
- Bengt-Olof Granberg – Esters vän på nattklubben
- Disa Gillis – Esters väninna på nattklubben

## Musik i filmen
- Waxholm Ettan, kompositör Fred Winter och Einar Fagstad, text Sölve Cederstrand, sång Sigurd Wallén och Fridolf Rhudin, framförs på dragspel av Einar Fagstad
- Kungliga Livgrenadjärregementets marsch, kompositör Sam Rydberg, instrumental.
- Kärleksdrömmar, kompositör Fred Winter, text Fritz Gustaf, sång Gösta Kjellertz
- Flickan hon dansar, kompositör Fred Winter, text Fritz Gustaf, sång Lasse Dahlqvist som dubbar Sture Lagerwall, framförs på dragspel av Einar Fagstad
- Eksta-Valsen, kompositör Arthur Hedström, instrumental.
- Frykdalsdans nr 2 (Dansen den går på grönan äng), musikbearbetning Ernst Willners, text Tord Wetterberg, instrumental.